# Chorwurm
Chorwurm ist eine Amateur-Formation. Sie besteht aus 18 Sängern, 11 Orchestermusikern und weiteren 10–12 Backstage-Mitarbeitern. Gegründet wurde sie bereits Anfang der 1970er Jahre als Gospel- und Spiritual-Chor in der saarländischen Gemeinde Bildstock und rekrutierte zunächst nur Mitglieder der Kirchengemeinde, in der er bei sogenannten Beat-Messen auftrat. Erst mit immer häufigeren Auftritten außerhalb von Kirchen formte sich das heutige Repertoire, das jetzt auch Show- und Tanzeinlagen beinhaltet und meist nahe der Musicals und Filmmusiken anzutreffen ist. Außerdem kommen Evergreens der Rock- und Popliteratur, sowie aktuelle Rock- und Popmusik zur Aufführung. 1976 entstand so der Name Chorwurm.
Der Chor bespielt große Hallen (Saarlandhalle, Congresshalle) wie auch kleinere Firmenevents und Ähnliches.

## Diskografie
- Chorwurm - live (1998, nicht mehr erhältlich)
- Mystery Musical Mix (2001)
- Einfach Traumhaft (2006, nicht mehr erhältlich)
- Chorwurm "On Broadway" (Dezember 2008)
- Das "On Broadway VIP Pack", Doppel-CD (Dezember 2008)
- Ein weihnachtliches Konzert - live (Dezember 2009)
- Celebration (Dezember 2012)
- All I Want For Christmas (Dezember 2014)
- My Favourite Time of Year (Dezember 2020)

## Weitere Chöre mit dem Namen Chorwurm
Im März 1990 formierte sich in Emden ein Pop- und Gospelchor, der ebenfalls Chorwurm heißt.
Seit 2006 besteht ein gleichnamiger Kinderchor.